# Eva Poles
Eva Poles (Pordenone, 22 settembre 1971) è una cantante e disc jockey italiana.

## Biografia
Fin dai primi anni dell'adolescenza collabora con diversi gruppi del panorama alternativo. Nel 1993 partecipa con Rude Agent alla raccolta Skandalo al sole, pubblicata da Vox Pop. Nello stesso periodo è cantante dei PIMPS, un progetto musicale di Teho Teardo.
Nel 1994 inizia la collaborazione con Gian Maria Accusani che porterà alla nascita dei Prozac+. Il primo album del gruppo, Testa plastica, esce nel 1996 per l'etichetta indipendente Vox Pop. Nel 1998 il gruppo vince un disco d'oro e uno di platino con l'album Acido Acida e, nel 1997, apre i concerti degli U2 nelle due tappe italiane del loro PopMart Tour.
Nel 2000 esce 3Prozac+, il primo lavoro del gruppo con distribuzione estera. Dal 2006 Eva è membro di Rezophonic, un'iniziativa discografica che sostiene il progetto idrico di AMREF Italia e vede proporsi sul palco alcuni artisti dell'attuale panorama italiano.
Nel 2011 per i Rezophonic compone testi e musica del brano da lei cantato Regina veleno inserito nell'album Nell'acqua.
Gli ultimi anni l'hanno vista impegnata anche sul fronte della didattica, tenendo lezioni e seminari di canto moderno in varie città italiane. Di frequente è stata membro di giurie selezionatrici in svariati concorsi musicali.
Tra i molti interessi, l'ultimo in ordine di tempo, è quello per la pedana da Dj. I suoi Dj Set in solitaria o con il progetto Vipere Dj Set, condiviso con Laura Bussani, l'hanno portata a esibirsi in alcuni tra i club del circuito alternativo italiano.
Eva Poles esordisce come cantante solista con il nome d'arte Eva con il brano Cadono nuvole, primo singolo estratto dal suo album Duramadre, uscito il 24 aprile 2012. La formazione che accompagna Eva nei suoi live vede Massimiliano Zanotti alla chitarra, William Nicastro al basso, Stefano Facchi alla batteria e Gionata Bettini alle tastiere.
Il 14 gennaio 2013 esce Il giocatore, secondo singolo estratto dal suo album solista.
Eva Poles appare nel videoclip di Diego Mancino A parte te, per la regia di Andrea Basile; in quelli di Rezophonic L'uomo di plastica, Spasimo e Regina veleno e nel 2012 nel video dei Litfiba La mia valigia.

## Discografia

### Discografia con i Rude Agent
- 1993 - Skandalo al sole

### Discografia con i Prozac+
- 1996 - Testa plastica
- 1998 - Acido Acida
- 2000 - 3Prozac+
- 2002 - Miodio
- 2004 - Gioia nera

### Discografia con i Rezophonic
- 2011 - Rezophonic 2 - Nell'acqua

### Da solista
- 2012 - Duramadre